# Baniana trigrammos
Baniana trigrammos là một loài bướm đêm trong họ Erebidae.